# Malmö Comedy Klubb
Malmö Comedy Klubb (MACK) är en svensk  ståuppkomikklubb som startades år 2000 av ståuppkomikern Lena Frisk i Malmö. En ideell förening med samma namn driver klubben. Klubben gästas av de bästa ståuppkomikerna i Sverige, men är även ett forum för nya talanger. Med sin rookieverksamhet (rookie betyder nybörjare eller lärling) odlar MACK fram nya komiker. Robin Paulsson är en av dessa komiker.
På MACK uppträder både den gamla och nya generationens komiker i en miljö som påminner om New Yorks eller Londons ståupp-klubbar. Vår- och höstsäsongen äger rum på Moriska Paviljongen  i Malmö och sommarsäsongen på Ribersborgs kallbadhus.